# Pátria
Pátria (portugiesisch für Vaterland) ist die Nationalhymne der Demokratischen Republik Osttimor (Timor-Leste).

## Hintergrund

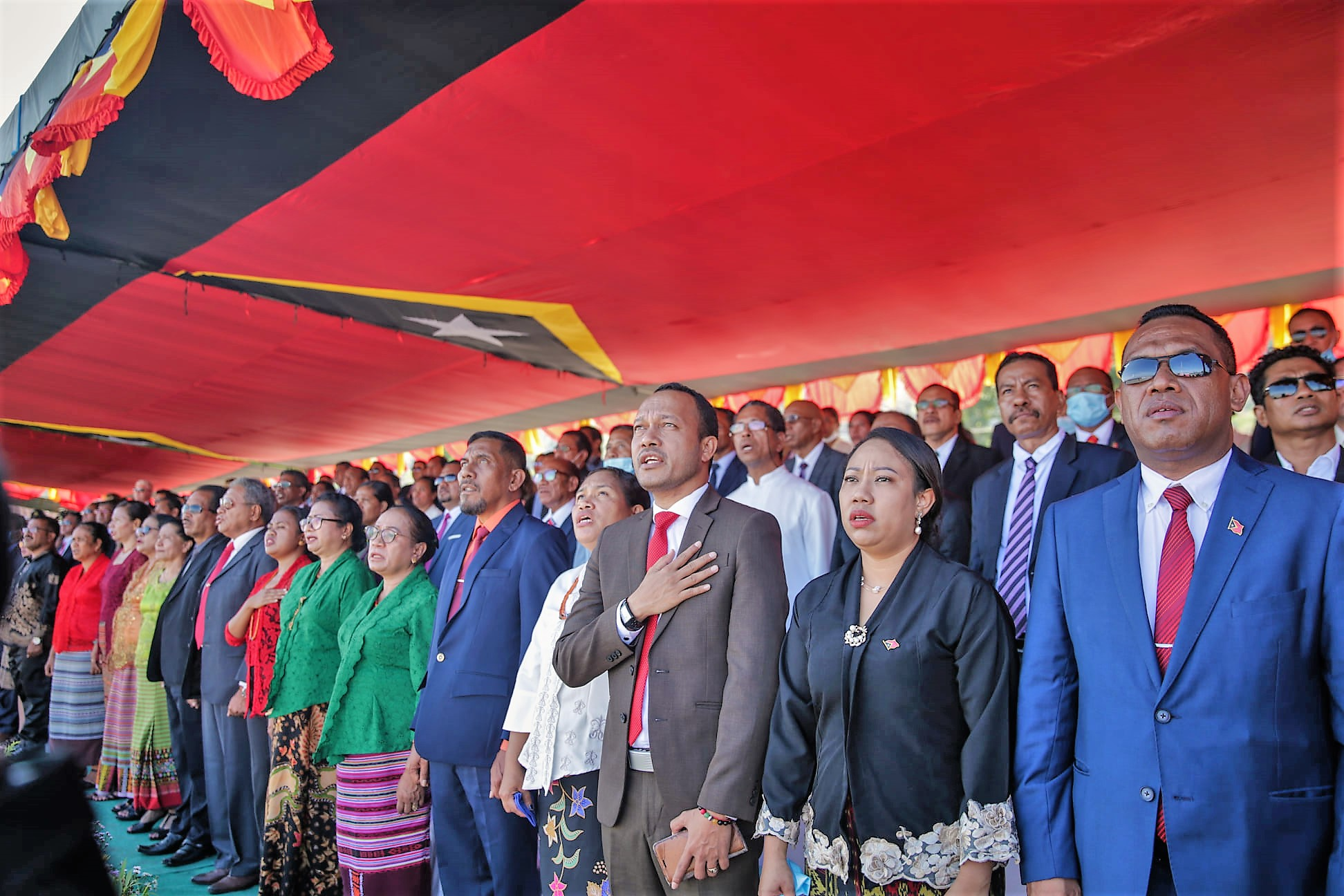
Absingen der Hymne bei den Feierlichkeiten zum Proklamationstag 2020

Der Text der Hymne wurde von Francisco Borja da Costa gedichtet, die Melodie stammt von Afonso Redentor Araújo. Pátria wurde bereits am 28. November 1975 bei der ersten Ausrufung der Unabhängigkeit Osttimors von Portugal Nationalhymne. Doch nur neun Tage später besetzte Indonesien das Nachbarland. Costa kam bei der Invasion ums Leben, Araújo wurde 1979 durch die Besatzer gefangen genommen und hingerichtet.
Nach 24 Jahren Guerillakrieg und drei Jahren UN-Verwaltung erhielt Osttimor am 20. Mai 2002 endgültig seine Unabhängigkeit. Das Land nahm Pátria wieder als seine Hymne an. Das Gesetz 02/2007 über die nationalen Symbole gibt vor, dass die Partitur der überarbeiteten Instrumentierung von Paulo Pereira dos Santos und Afonsos Bruder Abílio Araújo folgt. Text und Noten werden im Gesetz aufgeführt.
Von der Nationalhymne gab es zunächst nur eine Version auf Portugiesisch, das als Muttersprache in Osttimor kaum verwendet wird. Erst im unabhängigen Osttimor wurde auch eine Fassung auf Tetum, der zweiten Amtssprache, herausgegeben.

## Portugiesisch
Pátria, Pátria!
Timor-Leste, nossa Nação.
Glória ao povo e aos heróis,
Da nossa libertação.
Pátria, Pátria!
Timor-Leste, nossa Nação.
Glória ao povo e aos heróis,
Da nossa libertação.
Vencemos o colonialismo,
gritamos, abaixo o imperialismo.
Terra livre, povo livre,
não, não, não à exploração.
Avante unidos,
Firmes e decididos.
Na luta contra o imperialismo,
O inimigo dos povos,
Até à vitória final.
Pelo caminho da revolução.
Pátria, Pátria!
Timor-Leste, nossa Nação.
Glória ao povo e aos heróis,
Da nossa libertação.

## Tetum
Pátria, Pátria,
Timór-Leste, ita nia Nasaun.
Glória ba Povu no ba ita nia eróis libertasaun nasionál.
Pátria, Pátria,
Timór-Leste, ita nia Nasaun.
Glória ba Povu no ba ita nia eróis libertasaun nasionál.
Ita manán hasoru kolonializmu, ita hakilar:
Hatuun imperializmu
Rai livre, Povu livre,
Lae,lae, lae ba explorasaun
Bá oin hamutuk, laran metin no barani
Halo funu hasoru imperializmu
inimigu Povu hotu-hotu nian, to’o vitória finál
liu dalan revolusaun.
Pátria, Pátria,
Timór-Leste, ita nia Nasaun.
Glória ba Povu no ba ita nia eróis libertasaun nasionál.

## Deutsch
Vaterland, Vaterland!
Timor-Leste, unsere Nation.
Ruhm dem Volk und den Helden
Unserer Befreiung.
Wir besiegen den Kolonialismus,
Wir rufen, nieder mit dem Imperialismus.
Freies Land, freies Volk,
Nein, nein, nein zur Ausbeutung.
Vorwärts, vereinigt,
Stark und entschieden,
Im Kampf gegen den Imperialismus
Dem Feind der Völker,
bis zum endgültigen Sieg.
Auf dem Weg der Revolution.
Vaterland, Vaterland!
Timor-Leste, unsere Nation.
Ruhm dem Volk und den Helden
Unserer Befreiung.